# Украина на зимних Олимпийских играх 2018
Украина на зимних Олимпийских играх 2018 года была представлена 33 спортсменами в 9 видах спорта. На подготовку к Олимпийским играм государство выделило 120 миллионов гривен, при этом половина выделенных средств пошла на биатлон. На церемонии открытия Игр нести национальный флаг будет олимпийская чемпионка 2014 года биатлонистка Елена Пидгрушная.

## Медали
| Золото |                     |                                |            |
| №      | Спортсмены          | Вид спорта (дисциплина)        | Дата       |
| 1      | Александр Абраменко | Фристайл (акробатика, мужчины) | 18 февраля |

## Состав сборной
На Олимпийские игры также была заявлена биатлонистка Елена Пидгрушная, однако она не выступила ни в одной из дисциплин олимпийской программы.
 Биатлон
1. Дмитрий Пидручный
2. Артём Прима
3. Владимир Семаков
4. Сергей Семёнов
5. Артём Тищенко
6. Ирина Варвинец
7. Юлия Джима
8. Анастасия Меркушина
9. Валентина Семеренко
10. Вита Семеренко

 Горнолыжный спорт
1. Иван Ковбаснюк
2. Ольга Кныш

 Лыжное двоеборье
1. Виктор Пасичник

 Лыжные гонки
1. Алексей Красовский
2. Андрей Орлик
3. Татьяна Антипенко
4. Марина Анцибор

 Санный спорт
1. Антон Дукач
2. Роман Захаркив
3. Андрей Мандзий
4. Александр Оболончик
5. Елена Стецкив
6. Елена Шхумова

 Сноуборд
1. Аннамари Данча

 Скелетон
1. Владислав Гераскевич

 Фигурное катание
1. Максим Никитин
2. Ярослав Паниот
3. Александра Назарова
4. Анна Хныченкова

 Фристайл
1. Александр Абраменко
2. Татьяна Петрова
3. Ольга Полюк

## Результаты соревнований

### Биатлон
Большинство олимпийских лицензий на Игры 2018 года были распределены по результатам выступления стран в зачёт Кубка наций в рамках Кубка мира 2016/2017. По его результатам мужская сборная Украины заняла 6-е место, благодаря чему заработала 5 олимпийских лицензий, а женская сборная, занявшая 3-е место получила право заявить для участия в соревнованиях 6 спортсменок. При этом в одной дисциплине страна может выставить не более четырёх биатлонистов. 20 января Федерация биатлона Украины опубликовала состав сборной на Олимпийские игры.
Мужчины
| Соревнование         | Спортсмены                                                    | Стрельба                    | Время                                     | Отставание                            | Место       |
| -------------------- | ------------------------------------------------------------- | --------------------------- | ----------------------------------------- | ------------------------------------- | ----------- |
| спринт               | Дмитрий Пидручный                                             | 0+0                         | 24:27,5                                   | +48,7                                 | 21          |
| спринт               | Артём Прима                                                   | 1+1                         | 25:14,9                                   | +1:36,1                               | 40          |
| спринт               | Сергей Семёнов                                                | 0+1                         | 25:24,9                                   | +1:46,1                               | 46          |
| спринт               | Владимир Семаков                                              | 1+2                         | 26:31,7                                   | +2:52,9                               | 78          |
| гонка преследования  | Дмитрий Пидручный                                             | 1+0+2+1                     | 36:53,2                                   | +4:01,5                               | 34          |
| гонка преследования  | Артём Прима                                                   | 1+1+2+2                     | 37:16,3                                   | +4:24,6                               | 38          |
| гонка преследования  | Сергей Семёнов                                                | 1+0+2+2                     | 38:23,7                                   | +5:32,0                               | 49          |
| индивидуальная гонка | Артём Тищенко                                                 | 0+0+0+0                     | 51:15,2                                   | +3:11,4                               | 29          |
| индивидуальная гонка | Владимир Семаков                                              | 0+1+0+0                     | 51:32,1                                   | +3:28,3                               | 31          |
| индивидуальная гонка | Артём Прима                                                   | 1+2+0+1                     | 52:36,5                                   | +4:32,7                               | 46          |
| индивидуальная гонка | Сергей Семенов                                                | 1+0+1+1                     | 52:57,9                                   | +4:54,1                               | 53          |
| эстафета 4×7,5 км    | Артём Прима Сергей Семенов Владимир Семаков Дмитрий Пидручный | 2+9 0+0+0+0 0+0+0+3 0+0+1+3 | 1:20:17,3 18:47,5 20:19,4 20:55,7 20:14,7 | +5:00,8 +23,9 +1:32,3 +3:40,7 +5:00,8 | 9 3 10 11 9 |

Женщины
| Соревнование         | Спортсмены                                                   | Стрельба                     | Время                                     | Отставание                              | Место       |
| -------------------- | ------------------------------------------------------------ | ---------------------------- | ----------------------------------------- | --------------------------------------- | ----------- |
| спринт               | Вита Семеренко                                               | 0+1                          | 22:00,7                                   | +54,5                                   | 14          |
| спринт               | Валентина Семеренко                                          | 2+1                          | 23:20,9                                   | +2:14,7                                 | 46          |
| спринт               | Анастасия Меркушина                                          | 2+1                          | 23:32,3                                   | +2:26,1                                 | 55          |
| спринт               | Ирина Варвинец                                               | 1+4                          | 24:48,1                                   | +3:41,9                                 | 73          |
| гонка преследования  | Вита Семеренко                                               | 2+1+1+0                      | 32:54,4                                   | +2:19,1                                 | 18          |
| гонка преследования  | Анастасия Меркушина                                          | 0+2+2+1                      | 35:30,4                                   | +4:55,1                                 | 46          |
| гонка преследования  | Валентина Семеренко                                          | DNS                          | DNS                                       | DNS                                     | DNS         |
| индивидуальная гонка | Юлия Джима                                                   | 1+0+1+0                      | 44:33,9                                   | +3:26,7                                 | 20          |
| индивидуальная гонка | Валентина Семеренко                                          | 0+0+0+1                      | 44:53,9                                   | +3:46,7                                 | 25          |
| индивидуальная гонка | Вита Семеренко                                               | 0+3+1+1                      | 48:03,8                                   | +6:56,6                                 | 63          |
| индивидуальная гонка | Анастасия Меркушина                                          | 1+3+1+1                      | 48:42,0                                   | +7:34,8                                 | 70          |
| масс-старт           | Валентина Семеренко                                          | 1+0+0+0                      | 37:39,9                                   | +2:16,9                                 | 19          |
| масс-старт           | Вита Семеренко                                               | 0+0+3+0                      | 38:25,3                                   | +3:02,3                                 | 24          |
| эстафета 4×6 км      | Ирина Варвинец Вита Семеренко Юлия Джима Анастасия Меркушина | 2+10 0+0+1+3 0+1+0+1 0+2+0+0 | 1:13:44,8 18:30,9 19:15,4 17:38,7 18:19,8 | +1:41,4 +1:41,9 +2:24,1 +1:06,3 +1:41,4 | 11 17 10 11 |

Смешанная эстафета
| Соревнование       | Спортсмены                                              | Стрельба                    | Время                                     | Отставание                          | Место    |
| ------------------ | ------------------------------------------------------- | --------------------------- | ----------------------------------------- | ----------------------------------- | -------- |
| смешанная эстафета | Ирина Варвинец Юлия Джима Дмитрий Пидручный Артём Прима | 0+5 0+1+0+0 0+1+0+1 0+0+0+1 | 1:09:46,4 16:18,6 16:29,6 18:22,9 18:35,3 | +1:12,1 +34,5 +59,6 +1:07,8 +1:12,1 | 7 10 6 7 |

### Бобслей

#### Скелетон
Квалификация спортсменов для участия в Олимпийских играх осуществлялась на основании рейтинга IBSF (англ. IBSF Ranking) по состоянию на 14 января 2018 года. По его результатам сборная Украины стала обдадателем перераспределённой олимпийских квоты в мужском скелетоне.
Мужчины
| Соревнование | Спортсмены           | 1 заезд | 1 заезд | 2 заезд | 2 заезд | 3 заезд | 3 заезд | 4 заезд | 4 заезд | Итоговый результат | Отставание | Итоговое место |
| Соревнование | Спортсмены           | Время   | Место   | Время   | Место   | Время   | Место   | Время   | Место   | Итоговый результат | Отставание | Итоговое место |
| ------------ | -------------------- | ------- | ------- | ------- | ------- | ------- | ------- | ------- | ------- | ------------------ | ---------- | -------------- |
| мужчины      | Владислав Гераскевич | 51,26   | 14      | 51,16   | 15      | 51,21   | 17      | 50,84   | 7       | 3:24,47            | +3,92      | 12             |

### Коньковые виды спорта

#### Фигурное катание
Большинство олимпийских лицензий на Игры 2018 года были распределены по результатам выступления спортсменов в рамках чемпионата мира 2017 года. По его итогам сборная Украины смогла завоевать одну лицензию в танцах на льду, что стало возможным благодаря 15-му месту Александры Назаровой и Максима Никитина. Для получения недостающих олимпийских квот необходимо было успешно выступить на турнире Nebelhorn Trophy, где нужно было попасть в число 4-6 сильнейших в зависимости от дисциплины. По итогам трёх дней соревнований украинским спортсменам удалось завоевать лицензии в одиночном катании. Их принесли Ярослав Паниот и Анна Хныченкова, занявшие на турнире седьмое место, но получившие места на Олимпийских играх, благодаря тому, что выше них оказались спортсмены из стран, ранее получивших необходимые лицензии. 19 декабря было объявлено, что спортсмены завоевавшие олимпийские лицензии были выбраны для участия в Играх в Пхёнчхане.
| Соревнование              | Спортсмены                          | Короткая программа | Короткая программа | Произвольная программа | Произвольная программа | Всего        | Всего |
| Соревнование              | Спортсмены                          | Сумма баллов       | Место              | Сумма баллов           | Место                  | Сумма баллов | Место |
| ------------------------- | ----------------------------------- | ------------------ | ------------------ | ---------------------- | ---------------------- | ------------ | ----- |
| мужское одиночное катание | Ярослав Паниот                      | 46,58              | 30                 | завершил выступление   | завершил выступление   | 46,58        | 30    |
| женское одиночное катание | Анна Хныченкова                     | 47,59              | 29                 | завершила выступление  | завершила выступление  | 47,59        | 29    |
| танцы на льду             | Александра Назарова/ Максим Никитин | 57,97              | 21                 | завершили выступление  | завершили выступление  | 57,97        | 21    |

### Лыжные виды спорта

#### Горнолыжный спорт
Квалификация спортсменов для участия в Олимпийских играх осуществлялась на основании специального квалификационного рейтинга FIS по состоянию на 21 января 2018 года. При этом НОК для участия в Олимпийских играх мог выбрать только того спортсмена, который вошёл в топ-500 олимпийского рейтинга в своей дисциплине, и при этом имел определённое количество очков, согласно квалификационной таблице. Страны, не имеющие участников в числе 500 сильнейших спортсменов, могли претендовать только на квоты категории «B» в технических дисциплинах. По итогам квалификационного отбора сборная Украины завоевала 2 олимпийские лицензии категории «A».
Мужчины
| Соревнование      | Спортсмены     | Скоростной спуск 1 спуск | Скоростной спуск 1 спуск | Слалом 2 спуск       | Слалом 2 спуск       | Итоговое время | Отставание | Место |
| Соревнование      | Спортсмены     | Время                    | Место                    | Время                | Место                | Итоговое время | Отставание | Место |
| ----------------- | -------------- | ------------------------ | ------------------------ | -------------------- | -------------------- | -------------- | ---------- | ----- |
| скоростной спуск  | Иван Ковбаснюк | Не проводится            | Не проводится            | Не проводится        | Не проводится        | 1:48,57        | +8,32      | 49    |
| гигантский слалом | Иван Ковбаснюк | 1:20,41                  | 70                       | 1:17,26              | 51                   | 2:37,67        | +19,63     | 57    |
| супергигант       | Иван Ковбаснюк | Не проводится            | Не проводится            | Не проводится        | Не проводится        | DNF            | —          | —     |
| комбинация        | Иван Ковбаснюк | 1:24,21                  | 57                       | DNF                  | DNF                  | —              | —          | —     |
| слалом            | Иван Ковбаснюк | DNF                      | DNF                      | завершил выступление | завершил выступление | —              | —          | —     |

Женщины
| Соревнование      | Спортсмены | Скоростной спуск 1 спуск | Скоростной спуск 1 спуск | Слалом 2 спуск | Слалом 2 спуск | Итоговое время | Отставание | Место |
| Соревнование      | Спортсмены | Время                    | Место                    | Время          | Место          | Итоговое время | Отставание | Место |
| ----------------- | ---------- | ------------------------ | ------------------------ | -------------- | -------------- | -------------- | ---------- | ----- |
| супергигант       | Ольга Кныш | Не проводится            | Не проводится            | Не проводится  | Не проводится  | 1:30,60        | +9,49      | 43    |
| слалом            | Ольга Кныш | 59,07                    | 50                       | 58,93          | 46             | 1:58,00        | +19,37     | 45    |
| гигантский слалом | Ольга Кныш | 1:20,51                  | 53                       | DNF            | DNF            | —              | —          | —     |

#### Лыжное двоеборье
Лыжное двоеборье остаётся единственной олимпийской дисциплиной в программе зимних Игр, в которой участвуют только мужчины. Квалификация спортсменов для участия в Олимпийских играх осуществлялась на основании специального квалификационного рейтинга FIS по состоянию на 21 января 2018 года. По итогам квалификационного отбора сборная Украины завоевала одну олимпийскую лицензию.
Мужчины
| Соревнование              | Спортсмены      | Прыжки с трамплина | Прыжки с трамплина | Лыжная гонка | Лыжная гонка | Лыжная гонка | Итоговое время | Место | Отставание |
| Соревнование              | Спортсмены      | Результат          | Место              | Гандикап     | Результат    | Место        | Итоговое время | Место | Отставание |
| ------------------------- | --------------- | ------------------ | ------------------ | ------------ | ------------ | ------------ | -------------- | ----- | ---------- |
| нормальный трамплин/10 км | Виктор Пасичник | 84,0               | 36                 | +3:06        | 24:40,1      | 13           | 27:46,1        | 30    | +2:54,7    |
| большой трамплин/10 км    | Виктор Пасичник | 108,2              | 21                 | +2:03        | 24:36,6      | 33           | 26:39,6        | 23    | +2:47,1    |

#### Лыжные гонки
Квалификация спортсменов для участия в Олимпийских играх осуществлялась на основании специального квалификационного рейтинга FIS по состоянию на 21 января 2018 года. Для получения олимпийской лицензии категории «A» спортсменам необходимо было набрать максимум 100 очков в дистанционном рейтинге FIS. При этом каждый НОК может заявить на Игры 1 мужчину и 1 женщины, если они выполнили квалификационный критерий «B», по которому они смогут принять участие в спринте и гонках на 10 км для женщин или 15 км для мужчин. По итогам квалификационного отбора сборная Украины завоевала 4 олимпийские лицензии категории «A».
Мужчины
Дистанционные гонки
| Соревнование              | Спортсмены         | Результат | Отставание | Место |
| ------------------------- | ------------------ | --------- | ---------- | ----- |
| 15 км свободным стилем    | Алексей Красовский | 39:05,3   | +5:21,4    | 84    |
| 15 км свободным стилем    | Андрей Орлик       | 39:11,3   | +5:27,4    | 86    |
| скиатлон 15+15 км         | Алексей Красовский | LAP       | —          | 61    |
| 50 км классическим стилем | Алексей Красовский | 2:25:36,4 | +17:14,3   | 50    |

Спринт
| Соревнование     | Спортсмены                      | Квалификация  | Квалификация  | Четвертьфинал        | Четвертьфинал        | Четвертьфинал        | Полуфинал            | Полуфинал            | Полуфинал            | Финал                 | Финал                 | Итоговое место |
| Соревнование     | Спортсмены                      | Результат     | Место         | Заезд                | Результат            | Место                | Заезд                | Результат            | Место                | Результат             | Место                 | Итоговое место |
| ---------------- | ------------------------------- | ------------- | ------------- | -------------------- | -------------------- | -------------------- | -------------------- | -------------------- | -------------------- | --------------------- | --------------------- | -------------- |
| спринт           | Алексей Красовский              | 3:33,40       | 70            | завершил выступление | завершил выступление | завершил выступление | завершил выступление | завершил выступление | завершил выступление | завершил выступление  | завершил выступление  | 70             |
| спринт           | Андрей Орлик                    | 3:39,18       | 73            | завершил выступление | завершил выступление | завершил выступление | завершил выступление | завершил выступление | завершил выступление | завершил выступление  | завершил выступление  | 73             |
| командный спринт | Алексей Красовский Андрей Орлик | не проводится | не проводится | не проводится        | не проводится        | не проводится        | 1                    | 17:32,50             | 10                   | завершили выступление | завершили выступление | 20             |

Женщины
Дистанционные гонки
| Соревнование              | Спортсмены        | Результат | Отставание | Место |
| ------------------------- | ----------------- | --------- | ---------- | ----- |
| 10 км свободным стилем    | Марина Анцибор    | 28:18,7   | +3:18,2    | 46    |
| 10 км свободным стилем    | Татьяна Антипенко | 28:38,2   | +3:37,7    | 52    |
| скиатлон 7,5+7,5 км       | Татьяна Антипенко | 45:31,2   | +4:46,3    | 45    |
| скиатлон 7,5+7,5 км       | Марина Анцибор    | 46:18,2   | +5:33,3    | 53    |
| 30 км классическим стилем | Татьяна Антипенко | 1:38:17,3 | +15:59,7   | 38    |

Спринт
| Соревнование     | Спортсмены                       | Квалификация  | Квалификация  | Четвертьфинал         | Четвертьфинал         | Четвертьфинал         | Полуфинал             | Полуфинал             | Полуфинал             | Финал                 | Финал                 | Итоговое место |
| Соревнование     | Спортсмены                       | Результат     | Место         | Заезд                 | Результат             | Место                 | Заезд                 | Результат             | Место                 | Результат             | Место                 | Итоговое место |
| ---------------- | -------------------------------- | ------------- | ------------- | --------------------- | --------------------- | --------------------- | --------------------- | --------------------- | --------------------- | --------------------- | --------------------- | -------------- |
| спринт           | Татьяна Антипенко                | 3:38,56       | 54            | завершила выступление | завершила выступление | завершила выступление | завершила выступление | завершила выступление | завершила выступление | завершила выступление | завершила выступление | 54             |
| спринт           | Марина Анцибор                   | 3:40,17       | 56            | завершила выступление | завершила выступление | завершила выступление | завершила выступление | завершила выступление | завершила выступление | завершила выступление | завершила выступление | 56             |
| командный спринт | Татьяна Антипенко Марина Анцибор | не проводится | не проводится | не проводится         | не проводится         | не проводится         | 2                     | 17:44,04              | 10                    | завершили выступление | завершили выступление | 19             |

#### Сноуборд
По сравнению с прошлыми Играми в программе соревнований произошёл ряд изменений. Вместо параллельного слалома были добавлены соревнования в биг-эйре. Во всех дисциплинах, за исключением мужского сноуборд-кросса, изменилось количество участников соревнований, был отменён полуфинальный раунд, а также в финалах фристайла спортсмены стали выполнять по три попытки. Квалификация спортсменов для участия в Олимпийских играх осуществлялась на основании специального квалификационного рейтинга FIS по состоянию на 21 января 2018 года. Для каждой дисциплины были установлены определённые условия, выполнив которые спортсмены могли претендовать на попадание в состав сборной для участия в Олимпийских играх. По итогам квалификационного отбора сборная Украины завоевала олимпийскую лицензию в женском параллельном гигантском слаломе.
Женщины
Слалом
| Соревнование                   | Спортсмены     | Квалификация | Квалификация | Квалификация | Квалификация | 1/8 финала            | Четвертьфинал         | Полуфинал             | Финал                 | Место |
| Соревнование                   | Спортсмены     | Синий курс   | Красный курс | Всего        | Место        | Соперник Результат    | Соперник Результат    | Соперник Результат    | Соперник Результат    | Место |
| ------------------------------ | -------------- | ------------ | ------------ | ------------ | ------------ | --------------------- | --------------------- | --------------------- | --------------------- | ----- |
| параллельный гигантский слалом | Аннамари Данча | 1:00,12      | 46,52        | 1:46,64      | 28           | завершила выступление | завершила выступление | завершила выступление | завершила выступление | 28    |

#### Фристайл
По сравнению с прошлыми Играми изменения произошли в хафпайпе и слоупстайле. Теперь в финалах этих дисциплин фристайлисты стали выполнять по три попытки, при этом итоговое положение спортсменов по-прежнему определяется по результату лучшей из них. Квалификация спортсменов для участия в Олимпийских играх осуществлялась на основании специального квалификационного рейтинга FIS по состоянию на 21 января 2018 года. Для каждой дисциплины были установлены определённые условия, выполнив которые спортсмены могли претендовать на попадание в состав сборной для участия в Олимпийских играх. По итогам квалификационного отбора сборная Украины завоевала 3 олимпийские лицензии, но позднее отказалась от одной квоты в женской акробатике, но после перераспределения квот получила место в женском могуле. Последний раз в могуле украинские спортсменки выступали в 1994 году.
Мужчины
Могул и акробатика
| Соревнование | Спортсмены          | Квалификация 1 | Квалификация 1 | Квалификация 2 | Квалификация 2 | Финал 1 | Финал 1 | Финал 2 | Финал 2 | Финал 3 | Финал 3 | Итоговое место |
| Соревнование | Спортсмены          | Очки           | Место          | Очки           | Место          | Очки    | Место   | Очки    | Место   | Очки    | Место   | Итоговое место |
| ------------ | ------------------- | -------------- | -------------- | -------------- | -------------- | ------- | ------- | ------- | ------- | ------- | ------- | -------------- |
| акробатика   | Александр Абраменко | 123,01         | 9              | 123,08         | 4              | 125,67  | 3       | 125,79  | 4       | 128,51  | 1       | 1              |

Женщины
Могул и акробатика
| Соревнование | Спортсмены      | Квалификация 1 | Квалификация 1 | Квалификация 2 | Квалификация 2 | Финал 1               | Финал 1               | Финал 2               | Финал 2               | Финал 3               | Финал 3               | Итоговое место |
| Соревнование | Спортсмены      | Очки           | Место          | Очки           | Место          | Очки                  | Место                 | Очки                  | Место                 | Очки                  | Место                 | Итоговое место |
| ------------ | --------------- | -------------- | -------------- | -------------- | -------------- | --------------------- | --------------------- | --------------------- | --------------------- | --------------------- | --------------------- | -------------- |
| акробатика   | Ольга Полюк     | 82,21          | 10             | 55,50          | 10             | завершила выступление | завершила выступление | завершила выступление | завершила выступление | завершила выступление | завершила выступление | 16             |
| могул        | Татьяна Петрова | 46,19          | 29             | 23,07          | 19             | завершила выступление | завершила выступление | завершила выступление | завершила выступление | завершила выступление | завершила выступление | 30             |

### Санный спорт
Квалификация спортсменов для участия в Олимпийских играх осуществлялась на основании рейтинга Кубка мира FIL по состоянию на 1 января 2018 года. По его результатам сборная Украины смогла завоевать две лицензии в мужских одиночках и одну у женщин. Ещё одну дополнительную лицензию в двойках украинские саночники получили для участия в смешанной эстафете, а также после перераспределения ещё одну в женских соревнованиях.
Мужчины
| Соревнование | Спортсмены                         | 1 заезд   | 1 заезд | 2 заезд   | 2 заезд | 3 заезд       | 3 заезд       | 4 заезд              | 4 заезд              | Итоговый результат | Отставание | Итоговое место |
| Соревнование | Спортсмены                         | Результат | Место   | Результат | Место   | Результат     | Место         | Результат            | Место                | Итоговый результат | Отставание | Итоговое место |
| ------------ | ---------------------------------- | --------- | ------- | --------- | ------- | ------------- | ------------- | -------------------- | -------------------- | ------------------ | ---------- | -------------- |
| одиночки     | Антон Дукач                        | 48,888    | 27      | 48,307    | 21      | 48,303        | 24            | завершил выступление | завершил выступление | 2:25,498           | 2:25,498   | 23             |
| одиночки     | Андрей Мандзий                     | 1:02,935  | 40      | 48,473    | 25      | 47,981        | 19            | завершил выступление | завершил выступление | 2:39,389           | 2:39,389   | 40             |
| двойки       | Александр Оболончик Роман Захаркив | 48,316    | 20      | 47,401    | 20      | не проводится | не проводится | не проводится        | не проводится        | 1:35,717           | +4,020     | 20             |

Женщины
| Соревнование | Спортсмены    | 1 заезд   | 1 заезд | 2 заезд   | 2 заезд | 3 заезд   | 3 заезд | 4 заезд               | 4 заезд               | Итоговый результат | Отставание | Итоговое место |
| Соревнование | Спортсмены    | Результат | Место   | Результат | Место   | Результат | Место   | Результат             | Место                 | Итоговый результат | Отставание | Итоговое место |
| ------------ | ------------- | --------- | ------- | --------- | ------- | --------- | ------- | --------------------- | --------------------- | ------------------ | ---------- | -------------- |
| одиночки     | Елена Шхумова | 46,950    | 19      | 46,844    | 19      | 47,751    | 26      | завершила выступление | завершила выступление | 2:21,545           | 2:21,545   | 21             |
| одиночки     | Елена Стецкив | 50,599    | 30      | 48,303    | 29      | 47,929    | 28      | завершила выступление | завершила выступление | 2:26,831           | 2:26,831   | 28             |

Смешанные команды
| Соревнование       | Спортсмены                                                     | Женщины   | Женщины | Мужчины   | Мужчины | Двойки    | Двойки | Итоговый результат | Отставание | Итоговое место |
| Соревнование       | Спортсмены                                                     | Результат | Место   | Результат | Место   | Результат | Место  | Итоговый результат | Отставание | Итоговое место |
| ------------------ | -------------------------------------------------------------- | --------- | ------- | --------- | ------- | --------- | ------ | ------------------ | ---------- | -------------- |
| смешанная эстафета | Елена Шхумова Антон Дукач Александр Оболончик / Роман Захаркив | 51,503    | 13      | 49,135    | 9       | 50,365    | 13     | 2:31,003           | +6,486     | 13             |